# Zentrum für politische Schönheit

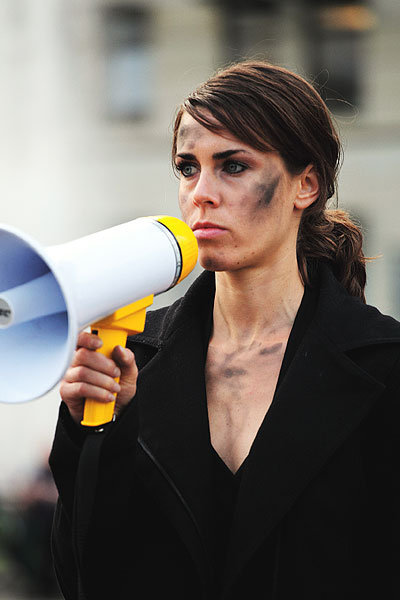
Nina van Bergen, členka skupiny Zentrum für politische Schönheit

Zentrum für politische Schönheit (česky: Centrum pro politickou krásu) je skupina asi 70 německých umělců a aktivistů, vedených filozofem a umělcem Philippem Ruchem.
Skupina se snaží propojovat umění s bojem za lidská práva. Kritizují především politickou nečinnost v tématech jakými jsou genocida, záchrana lidských životů a uprchlická krize. Snaží se pomocí viditelných a provokativních akcí upozorňovat na probíhající humanitární katastrofy. V současnosti se skupina zaměřuje především na upozornění na plavbu uprchlíků přes Středozemní moře.
Mezi jejich nejznámější akce patřily např. „Säulen der Schande“ (česky Sloupy hanby), které měly připomínat masakr v Srebrenici a pasivitu vojáků OSN při této události, „Die Toten kommen“ (česky Mrtví přicházejí), akce při které byly v Berlíně vystavovány rakve utopených uprchlíků ze Středozemního moře v centru Berlína poblíž budovy Spolkového kancléřství, nebo „Die Brücke“ (česky Mosty), falešná crowdfundingová akce, která měla vybírat peníze na stavbu mostu mezi Evropou a Afrikou.